# Mormântul dr. Carol Davila și al Anei Davila
Mormântul dr. Carol Davila și al Anei Davila se află în spațiul verde de la intersecția străzii Ana Davila cu strada Nicolae Paulescu, sector 5.
Ana Racoviță (1834-1874), din familia Goleștilor, nepoată a lui Dinicu Golescu, a devenit a doua soție a doctorului Carol Davila în 1861, după moartea primei soții, Maria Marsille. A fost directoarea Azilului de Orfane „Elena Doamna”, înființat cu sprijinul Elenei Cuza, soția domnitorului Alexandru Ioan Cuza. Din păcate Ana Davila a avut parte de un sfârșit prematur și accidental, la numai 40 de ani, când, lovită de un acces de friguri în timpul unei conferințe de-a soțului său, a primit din partea unui farmacist din asistență nu chinină, ci stricnină, care i-a fost fatală, și a murit la câteva minute după nefericitul accident. Era într-o zi de ianuarie 1874. A fost înmormântată în curtea Azilului „Elena Doamna” de pe platoul Cotroceni. 
După zece ani a fost înmormântat, cu onoruri militare, în ziua de 26 august 1884 și generalul de divizie Carol Davila. A fost înhumat alături de mormântul soției sale de pe platoul Cotroceni, aflat atunci în curtea Azilului de Orfane „Elena Doamna”, ctitorie a lui Davila, numit și „cel mai iubit copil al său”. Monumentul funerar s-a ridicat în 1903 și era împodobit cu o plachetă dreptunghiulară cu bustul lui Davila, lucrată de artiștii Mayer și Wilhelm Stuttgart. În prezent, placheta nu mai există iar mica sculptură de marmură albă este decapitată.
Mormântul este înscris în Lista monumentelor istorice 2010 din Municipiul București la nr. 2393, (cod LMI B-IV-m-B-20073).

## Galerie de imagini

Parcul cu mormântul dr. Carol Davila şi al Anei Davila
Mormântul dr. Carol Davila şi al Anei Davila
Mormântul dr. Carol Davila şi al Anei Davila